# Frances & Aiko
Frances & Aiko (フランシス＆愛子), alias Da Xiao Jie (ch. : 大小姐), est un duo pop chinois formé de deux très jeunes chanteuses.

## Histoire
Alors âgées de 6 et 8 ans, elles sont sélectionnées par le producteur Tsunku après une audition nationale télévisée à Taïwan en septembre 2008, nommée Hello! Project New Star Audition, destinée à former le premier groupe chinois du Hello! Project, les futures Ice Creamusume. Les deux fillettes sont jugées trop jeunes pour participer à ce groupe, mais devant leur talent, Tsunku les fait venir provisoirement au Japon en janvier 2009 pour les former au chant et à la danse, et après les avoir fait danser avec Koharu Kusumi lors d'un concert, lance leur propre duo Frances & Aiko en mars de la même année. Frances aurait une ascendance française, et Aiko japonaise, d'où leurs surnoms. Le groupe sort son premier disque en 2009 à Taiwan sous le nom Da Xiao Jie (ch. : 大小姐).
Il ne fait depuis plus partie du Hello! Project, mais continue à sortir des mini-albums à Taiwan dans les années 2010. 

## Membres
- Frances, de son vrai nom Wu Zhao Xian (吳兆絃), née le 27 décembre 2000 (24 ans).
- Aiko, de son vrai nom Lan Ai Zi (藍愛子), née le 21 décembre 2002 (22 ans).

## Discographie
Mini-Albums

## Liens
- (zh) Site officiel
- (zh) Ancienne fiche officielle sur H!P Taiwan
- (zh) Blog officiel du duo
- (zh) Blog officiel de Frances
- (zh) Blog officiel de Aiko